# Gheorghe Chivu (lingvist)
Gheorghe Chivu (n. 7 octombrie 1947, Micșuneștii-Mari, județul Ilfov) este un lingvist și filolog român, profesor universitar și membru titular al Academiei Române.

## Biografie
Urmează studiile liceale la Snagov. Este licențiat al Facultății de Limba și Literatura Română a Universității din București (1970). Obține doctoratul în filologie cu o teză consacrată editării critice a Codicelui Sturdzan, sub îndrumarea profesorilor Boris Cazacu și Ion Coteanu (1988). În prezent, este profesor universitar emerit la Departamentul de lingvistică al Facultății de Litere de la Universitatea din București. A fost cercetător științific la Institutul de Lingvistică „Iorgu Iordan - Alexandru Rosetti” din București (1970‒2010), iar în perioada 1990‒1996 secretar științific al institutului. Între anii 2011‒2016 a funcționat ca director adjunct al Institutului de Istorie și Teorie Literară „G. Călinescu” din București. Din 2022 este președintele Secției de Filologie și Literatură a Academiei Române.
A fost, de asemenea, coordonatorul programelor de cercetare Enciclopedia literaturii române vechi și Dicționarul cronologic al literaturii române vechi, elaborate în cadrul Institutului de Istorie și Teorie Literară „G. Călinescu” din București, precum și expert al Comitetului Național pentru Cercetare Științifică Universitară. Preocupările sale științifice sunt axate pe studiul filologiei și al istoriei limbii române literare, precum și pe editarea textelor vechi. În 30 martie 2010, Gheorghe Chivu a fost ales membru corespondent, iar în 22 februarie 2023 membru titular al Academiei Române.

## Volume publicate. Ediții
- G. Coșbuc, Opere alese, ediție critică, vol. VII, București, Editura Minerva, 1985, 705 p.
- G. Coșbuc, Opere alese, ediție critică, vol. VIII, București, Editura Minerva, 1988, 681 p.
- Codex Sturdzanus, studiu lingvistic, studiu filologic, ediție de text și indice de cuvinte, București, Editura Academiei Române, 1993, 522 p.
- G. Coșbuc, Opere alese, ediție critică, vol. IX, București, Editura Minerva, 1998, 513 p.
- Limba română – de la primele texte până la sfârșitul secolului al XVIII-lea. Variantele stilistice, București, Editura Univers Enciclopedic, 2000, 157 p.
- Institutiones linguae valachicae. Prima gramatică a limbii române scrisă în limba latină, ediție critică, București, Editura Academiei Române, 2001, 165 p.
- George Coșbuc, Opere, I. Poezii, ediție revăzută, note, comentarii, repere critice, bibliografie și indici, București, Fundația Națională pentru Știință și Artă & Univers Enciclopedic, 2006, 1085 p.
- George Coșbuc, Opere, II. Proză, ediție revăzută, note, comentarii, glosar și repere critice, București, Fundația Națională pentru Știință și Artă & Univers Enciclopedic, 2007, 1252 p.
- Dictionarium valachico-latinum. Primul dicționar al limbii române, studiu introductiv, ediție, indici și glosar, București, Editura Academiei Române, 2008, 391 p.
- Ion Budai-Deleanu, Opere, ediție îngrijită, cronologie, note și comentarii, glosar și repere critice de Gheorghe Chivu și Eugen Pavel, studiu introductiv de Eugen Simion, București, Fundația Națională pentru Știință și Artă, 2011, 1351 p.
- George Coșbuc, Opere, III. Traduceri. Divina Comedie. Comentariu la Divina Comedie. Introducere, ediție, note, comentarii, glosar și repere critice, București, Fundația Națională pentru Știință și Artă, 2013, 1808 p.
- Vechi texte românești. Contribuții filologice și lingvistice, București, Editura Academiei Române, 2015, 312 p.
- Limbă și cultură. Studii de istorie a limbii române literare, București, Editura Academiei Române, 2019, 334 p.

## Volume (în colaborare)
- Bibliografia filologică românească. Secolul al XVI-lea, București, Editura Academiei, 1974, 171 p.
- Documente și însemnări românești din secolul al XVI-lea, București, Editura Academiei, 1979, 499 p.
- Texte românești din secolul al XVI-lea, București, Editura Academiei, 1982, 638 p.
- Cele mai vechi texte românești. Contribuții filologice și lingvistice, Tipografia Universității București, 1982, 374 p.
- Dicționarul împrumuturilor latino-romanice în limba română veche (1421-1760), București, Editura Științifică, 1992, 367 p.
- Istoria limbii române literare. Epoca veche (1532-1780), București, Editura Academiei, 1997, 496 p.
- Contribuții la studiul limbii române literare. Secolul al XVIII-lea (1688-1780), Cluj, Editura Clusium, 2000, 313 p.
- Dicționarul general al literaturii române, A–B. Ediția a II-a revizuită, adăugită și adusă la zi, București, Editura Muzeul Literaturii Române, 2016, 1166 p.
- Dicționarul general al literaturii române, C. Ediția a II-a revizuită, adăugită și adusă la zi, București, Editura Muzeul Literaturii Române, 2016, 909 p.
- Dicționarul general al literaturii române, H–L. Ediția a II-a revizuită, adăugită și adusă la zi, București, Editura Muzeul Literaturii Române, 2017,  XXXIII + 922 p.
- Enciclopedia literaturii române vechi, București, Fundația Naționalǎ pentru Științǎ și Artǎ, Muzeul Național al Literaturii Române, 2018, 1040 p. (coautor, coordonare și revizie).
- Școala Ardeleană. Antologie de texte alcătuită și coordonată de Eugen Pavel, vol. I–IV, București, Academia  Română, Fundația Națională pentru Știință și Artă, Muzeul Național al Literaturii Române, 2018, CCXCIV + 1418 p. + 1728 p.+ 1728 p. + 1600 p. (coautor; revizie).
- Dicționarul general al literaturii române, M–O. Ediția a II-a revizuită, adăugită și adusă la zi, M–O, București, Editura Muzeul Literaturii Române, 2019, XXXIV + 1065 p.
- Enciclopedia imaginariilor din România, coordonator general: Corin Braga, vol. II, Patrimoniu și imaginar lingvistic, volum coordonat de Elena Platon, consultant științific: Gheorghe Chivu, Iași, Polirom, 2020, 486 p.

## Afilieri
- Membru al Societății de Științe Filologice din România
- Membru fondator al Asociației Române de Terminologie
- Membru în Comitetele de redacție ale revistelor „Limba română” (București), „Limba română” (Chișinău), „Limbă și literatură”, „Diacronia” și Analele Universității "Dunărea de Jos" din Galați, Fascicula XXIV LEXIC COMUN / LEXIC SPECIALIZAT; redactor-șef adjunct al revistei „Limba română” (București), din 2005
- Membru corespondent al Academiei Române (din 2010)
- Membru titular al Academiei Române (din 2023)
- Membru al Uniunii Scriitorilor din România

## Premii și distincții
- Premiul „Timotei Cipariu” al Academiei Române (1993)
- Premiul „Perpessicius” pentru ediții critice al Muzeului Național al Literaturii Române (2012)
- Doctor Honoris Causa al Universității „Dunărea de Jos” din Galați (2012)
- Profesor emerit al Facultății de Litere a Universității din București (2017)
- Doctor Honoris Cauza al Universității Valahia din Târgoviște (2017)
- Premiul revistei „Convorbiri literare” pentru ediții critice – pentru ediția G. Coșbuc (2017)